# Жингра, Максим
Максим Жингра (род. 17 декабря 1984 года, Монреаль, Квебек, Канада) — канадский фристайлист, участник олимпийских игр 2010 года. Призёр двух этапов кубка мира.

## Биография
Родители Максима Жингра — Серж и Даниель Жингра. У него также есть сестра Женевьева. Семейный бизнес — Excavation Serge Gingras Inc — позволил Максиму работать на различных тяжёлых машинах. Спортсмен говорит на обоих государственных языках Канады: английском и французском.
С четырёх лет катается на горных лыжах, с девяти лет занимается во фристайл-клубе. Среди увлечения Максима Жингра гольф, альпинизм, велосипедный спорт и сёрфинг.

## Спортивная карьера
Максим Жингра выступает в кубке мира с сезона 2004—2005 годов. В сезоне 2006—2007 годов завоевал первый подиум на этапе кубка мира, став третьим в Апексе (Канада). Аналогичный результат покорился спортсмену в сезоне 2008—2009 годов на этапе в Аре (Швеция).
Чемпион Канады в 2007 году. Максим Жингра принимал участие в двух чемпионатах мира. В 2007 году стал 8-м на дистанциях могула и параллельного могула, в 2009 году — 5-м в могуле и 11-м в параллельном могуле. На олимпийских играх Максим Жингра дебютировал в 2010 году, где стал 11-м в могуле.